# Les Ventes
Les Ventes är en kommun i departementet Eure i regionen Normandie i norra Frankrike. Kommunen ligger i kantonen Évreux-Sud som tillhör arrondissementet Évreux. År 2022 hade Les Ventes 1 047 invånare.

## Befolkningsutveckling
Antalet invånare i kommunen Les Ventes
Referens:INSEE